# Národní divize 1928/1929
Soutěžní ročník Divisione Nazionale 1928/1929 byl 29. ročník nejvyšší italské fotbalové ligy. Konal se od 30. září 1928 do 7. července 1929. Zúčastnilo se jí celkem již nově 32 klubů (o 10 více). Soutěž vyhrála Boloňa a získala tak druhý titul v klubové historii. Byl to poslední turnaj strukturovaný na více skupinovém mechanismu.
Nejlepším střelcem se stal italský hráč Turína Gino Rossetti, který vstřelil 36 branek.

## Události

### Před sezonou
V létě 1928 se vedení FIGC rozhodla, že od sezony 1929/30 se bude hrát po vzoru anglické ligy a to hraní v jedné skupině a vítěz skupiny získá titul a poslední dva kluby sestoupí.
Z minulé sezony nikdo nesestoupil, ale naopak bylo do soutěže přidány další týmy. Byli to vítězové skupin druhé ligy (Atalanta, Pistoiese, Bari a Biellese). Aby byla soutěž rozšířena na 32 klubů, byly přijaty další kluby z druhé ligy (Triestina, Fiorentina, Legnano, Milanese, Benátky, a Prato). Klub Milanese se před sezonou spojil s Interem a místo něj byl pozván klub Fiumana z města Rijeka, která dříve patřila Itálii. Sezonu tak odehrálo 32 klubů, rozděleno do dvou skupin po 16 týmech. Po skončení základní skupiny se vítězové střetly proti sobě ve finále na dva zápasy a vítěz obou zápasů získal titul. Týmy od 2. – 8. místa zůstaly v soutěži i pro příští sezonu, týmy od 9. – 14. místo sestupovaly do druhé ligy a poslední dva kluby sestoupily do třetí ligy.
Je třeba zmínit rozhodnutí fašistické strany Ente Sportivo Provinciale Fascista o spojení dvou klubů v Miláně a to Inter s Milanese. Oba kluby, které byly v té době na druhém a třetím místě za Milánem v žebříčku milánských týmů podle počtu vyhraných šampionátů, byly nuceny se sloučit do nového červenobílého celku Ambrosiana. Důvody tohoto činu je třeba hledat jak v redukčním programu tak i následné fašizaci týmů, které již režim prováděl v jiných městech. Fašistické straně se zdálo, že název Inter je název komunistické internacionály nepřátelské vůči samotnému fašismu.

### Během sezony
V obou skupinách přehledem vyhrály velmi jasně favorité. Skupinu A vyhrál obhájce minulé sezony Turín, před Milánem o šest bodů. Za býky střílely branky opět Trio delle Meraviglie Libonatti, Baloncieri a Rossetti.
Skupinu B vyhrála Boloňa o osm bodů před Juventusem a Brescií. Za Rossoblù střílel branky Angelo Schiavio a také Antonio Busini.
Poslední finále v historii italského šampionátu si tedy zahrály dva nejlepší kluby posledních let, Turín proti Boloni. V prvním zápase vyhrály domácí Rossoblù 3:1, když se dvakrát prosadil Schiavo. Ve druhém zápase opět vyhrály domácí, když se jediným střelcem se stal turínský střelec Libonatti. Býci tak vyrovnaly sérii na 1:1 a musel se hrát třetí rozhodující zápas na neutrálním hřišti. To se hrálo na Stadio Nazionale v Římě. Po bezbrankovém prvním poločase sudí Carraro na začátku druhého poločasu vyloučil boloňského hráče Pitta a poté, po sporném rozhodnutí i turínského Janniho a boloňského Giuseppeho Martelliho, protagonisty násilného střetu. Zlomový okamžik zápasu nastal v 82. minutě, když už Turín hrál kvůli zranění Luciana Vezzaniho v devíti, vstřelil rozhodující branku boloňský Giuseppe Muzzioli. Po ukončení zápasu hráči Boloně slavily po čtyřech letech druhy titul v klubové historii. Jenže vedení býků předložily žádost o zrušení zápasu kvůli údajné nepatřičnosti spáchané hráčem Boloně Martelliho, který ve skutečnosti se vrátil na hřiště poté, co se zotavil ze střetu s Jannim a zjevně si nebyl vědom toho, že byl vyloučen, a pokračoval ve hře. Hráč hrál do doby, kdy si toho rozhodčí všiml a vyloučil jej ze hřiště. Sám Carraro, který byl v této věci dotazován, však uvedl, že podle jeho názoru k žádnému porušení nařízení nedošlo. Dne 10. července 1929 se protest zamítl a potvrdil se výsledek 1:0.
Po sezoně se rozhodlo, že žádný klub nesestoupí do třetí ligy. Bylo to kvůli tomu, že se druhá liga rozšířila ze 16 na 18 klubů a klub Triestina, která měla sestoupit byla nakonec ponechána v nejvyšší lize.

## Skupina A

### Účastníci
| Klub         | Město             | Stadion                      | Trenér                    |
| ------------ | ----------------- | ---------------------------- | ------------------------- |
| Alessandria  | Alessandria       | Campo degli Orti             | Carlo Carcano             |
| Atalanta     | Bergamo           | Stadio Mario Brumana         | Enrico Tirabassi          |
| Bari         | Bari              | Campo degli Sports           | Egri Erbstein             |
| Casale       | Casale Monferrato | Stadio Natale Palli          | Ferenc Molnár Oscar Ronza |
| La Dominante | Janov             | Stadio del Littorio          | Rudolf Stanzel            |
| Legnano      | Legnano           | Stadio di via Carlo Pisacane | Armand Halmos             |
| Livorno      | Livorno           | Campo di Villa Chayes        | Wilhelm Rady              |
| Milán        | Milán             | Campo San Siro               | Engelbert König           |
| Modena       | Modena            | Campo di viale Fontanelli    | József Ging               |
| Novara       | Novara            | Campo di via Lombroso        | Giuseppe Milano           |
| Padova       | Padova            | Stadio Silvio Appiani        | Herbert Burgess           |
| Prato        | Prato             | Campo Vittorio Veneto        | Karl Stürmer              |
| Pro Patria   | Busto Arsizio     | Stadio Comunale              | Imre János Bekey          |
| Řím          | Řím               | Stadio Nazionale             | William Garbutt           |
| Turín        | Turín             | Stadio Filadelfia            | Tony Cargnelli            |
| Triestina    | Terst             | Campo di Montebello          | Rudolf Soutschek          |

### Tabulka
| Poř. | Tým          | Z  | V  | R  | P  | VG  | OG | B  |
| ---- | ------------ | -- | -- | -- | -- | --- | -- | -- |
| 1.   | Turín        | 30 | 21 | 6  | 3  | 115 | 31 | 48 |
| 2.   | Milán        | 30 | 18 | 6  | 6  | 77  | 34 | 42 |
| 3.   | Řím          | 30 | 17 | 6  | 7  | 71  | 34 | 40 |
| 4.   | Alessandria  | 30 | 16 | 8  | 6  | 64  | 47 | 40 |
| 5.   | Pro Patria   | 30 | 15 | 6  | 9  | 68  | 52 | 36 |
| 6.   | Modena       | 30 | 14 | 7  | 9  | 59  | 51 | 35 |
| 7.   | Livorno      | 30 | 13 | 6  | 11 | 61  | 62 | 32 |
| 8.   | Padova       | 30 | 11 | 8  | 11 | 53  | 58 | 30 |
| 9.   | Triestina    | 30 | 12 | 5  | 13 | 60  | 68 | 29 |
| 10.  | Casale       | 30 | 8  | 7  | 15 | 59  | 72 | 23 |
| 11.  | La Dominante | 30 | 8  | 7  | 15 | 38  | 68 | 23 |
| 12.  | Novara       | 30 | 8  | 7  | 15 | 40  | 77 | 23 |
| 13.  | Bari         | 30 | 6  | 10 | 14 | 38  | 61 | 22 |
| 14.  | Atalanta     | 30 | 6  | 8  | 16 | 27  | 53 | 20 |
| 15.  | Prato        | 30 | 7  | 5  | 18 | 36  | 63 | 19 |
| 16.  | Legnano      | 30 | 7  | 4  | 19 | 33  | 68 | 18 |

|  | Postup do finále  |
|  | Sestup do 2. ligy |
|  | Sestup do 3. ligy |

Poznámky
- Z = Odehrané zápasy; V = Vítězství; R = Remízy; P = Prohry; VG = Vstřelené góly; OG = Obdržené góly; B = Body
- za výhru 2 body, za remízu 1 bod, za prohru 0 bodů.
- při rovnosti bodů rozhodoval rozdíl mezi vstřelených a obdržených branek.
- klub Triestina, díky administrativě nesestoupily.
- kluby Prato a Legnano díky rozšíření sestoupily do druhé ligy, nikoli do třetí.
- klub Milán hrál kvalifikaci o Středoevropský pohár 1929 (neúspěšně).

### Výsledková tabulka
|              | Alessandria | Atalanta | Bari | Casale | La Dominante | Legnano | Livorno | Milán | Modena | Novara | Padova | Prato | Pro Patria | Řím | Turín | Triestina |
| ------------ | ----------- | -------- | ---- | ------ | ------------ | ------- | ------- | ----- | ------ | ------ | ------ | ----- | ---------- | --- | ----- | --------- |
| Alessandria  | –           | 2:2      | 6:3  | 1:1    | 4:0          | 2:0     | 5:1     | 1:0   | 3:1    | 3:0    | 2:1    | 2:1   | 4:1        | 0:2 | 3:3   | 2:0       |
| Atalanta     | 0:2         | –        | 0:0  | 2:0    | 2:0          | 2:0     | 0:3     | 0:1   | 0:0    | 2:0    | 2:2    | 2:0   | 0:0        | 1:3 | 0:1   | 4:1       |
| Bari         | 4:1         | 1:1      | -    | 1:4    | 3:2          | 2:0     | 1:1     | 2:2   | 2:3    | 3:3    | 4:1    | 0:3   | 0:0        | 2:1 | 0:2   | 4:2       |
| Casale       | 1:4         | 1:0      | 0:0  | –      | 1:1          | 6:0     | 7:2     | 3:3   | 5:2    | 6:2    | 3:0    | 4:2   | 3:3        | 1:5 | 0:1   | 1:4       |
| La Dominante | 0:1         | 2:2      | 1:0  | 2:2    | –            | 3:2     | 2:0     | 0:2   | 0:0    | 4:2    | 0:3    | 3:2   | 3:5        | 1:2 | 1:1   | 2:0       |
| Legnano      | 1:1         | 1:1      | 2:1  | 5:2    | 0:1          | –       | 1:0     | 1:5   | 0:3    | 0:0    | 1:0    | 2:0   | 1:0        | 1:2 | 1:2   | 2:3       |
| Livorno      | 2:2         | 3:2      | 1:1  | 5:0    | 8:1          | 4:1     | –       | 1:0   | 2:0    | 5:3    | 2:0    | 2:1   | 2:2        | 1:0 | 1:3   | 1:1       |
| Milán        | 2:2         | 5:1      | 5:1  | 3:1    | 5:2          | 6:1     | 2:1     | –     | 1:1    | 7:0    | 1:2    | 4:0   | 3:2        | 0:1 | 3:1   | 2:1       |
| Modena       | 1:1         | 4:0      | 2:1  | 4:0    | 1:0          | 3:2     | 5:1     | 3:0   | –      | 1:1    | 5:1    | 0:0   | 1:1        | 3:1 | 1:5   | 4:2       |
| Novara       | 0:1         | 5:1      | 2:0  | 2:0    | 0:0          | 1:1     | 0:2     | 1:4   | 4:2    | –      | 1:1    | 2:1   | 3:2        | 1:3 | 1:7   | 2:1       |
| Padova       | 3:3         | 1:0      | 5:0  | 3:3    | 0:0          | 3:1     | 4:3     | 1:2   | 2:3    | 2:2    | –      | 2:1   | 4:3        | 4:3 | 0:0   | 2:2       |
| Prato        | 3:1         | 0:0      | 2:0  | 3:0    | 2:1          | 1:0     | 2:3     | 0:2   | 2:3    | 1:2    | 1:3    | –     | 2:2        | 0:0 | 0:2   | 2:1       |
| Pro Patria   | 4:0         | 2:0      | 2:1  | 2:1    | 2:3          | 2:1     | 2:1     | 0:4   | 3:1    | 7:0    | 3:0    | 5:1   | –          | 4:3 | 1:3   | 2:1       |
| Řím          | 2:2         | 3:0      | 0:0  | 2:1    | 3:1          | 4:1     | 0:0     | 1:1   | 5:0    | 4:0    | 1:2    | 4:0   | 3:0        | –   | 6:1   | 4:0       |
| Turín        | 6:1         | 7:0      | 0:0  | 4:0    | 8:1          | 7:0     | 10:1    | 2:2   | 3:1    | 5:0    | 3:1    | 9:1   | 2:3        | 3:0 | –     | 12:0      |
| Triestina    | 2:1         | 2:0      | 7:1  | 4:2    | 5:1          | 1:4     | 4:2     | 1:0   | 3:1    | 1:0    | 3:0    | 2:2   | 1:3        | 3:3 | 2:2   | –         |

### Střelecká listina
| Pořadí | Jméno                 | Klub       | Branky |
| ------ | --------------------- | ---------- | ------ |
| 1.     | Gino Rossetti         | Turín      | 36     |
| 2.     | Carlo Reguzzoni       | Pro Patria | 29     |
| 3.     | Piero Pastore         | Milán      | 26     |
| 4.     | Giuseppe Santagostino | Milán      | 25     |
| 4.     | Rodolfo Volk          | Řím        | 25     |
| 6.     | Giovanni Vecchina     | Padova     | 24     |
| 7.     | Julio Libonatti       | Turín      | 22     |

## Skupina B

### Účastníci
| Klub         | Město         | Stadion                        | Trenér                                       |
| ------------ | ------------- | ------------------------------ | -------------------------------------------- |
| Ambrosiana   | Milán         | Campo Virgilio Fossati         | Árpád Weisz                                  |
| Benátky      | Benátky       | Stadio Pier Luigi Penzo        | Antal Mally                                  |
| Biellese     | Biella        | Campo Sportivo Rivetti         | Josef Liebhart                               |
| Boloňa       | Boloňa        | Stadio del Littoriale          | Hermann Felsner                              |
| Brescia      | Brescia       | Stadium di viale Piave         | Imre Schoffer                                |
| Cremonese    | Cremona       | Stadio Giovanni Zini           | József Gulyás                                |
| Fiorentina   | Florencie     | Stadio Velodromo Libertas      | Károly Csapkay Gyula Feldmann                |
| Fiumana      | Rijeka        | Stadio Comunale del Littorio   | Delfino Costanzo Valle                       |
| Janov        | Janov         | Campo Sportivo Marassi         | Renzo De Vecchi                              |
| Juventus     | Turín         | Stadio di corso Marsiglia      | William Aitken                               |
| Lazio        | Řím           | Stadio della Rondinella        | Franz Sedlacek Augusto Rangone Ferenc Molnár |
| Neapol       | Neapol        | Stadio Militare dell'Arenaccia | Otto Fischer Giovanni Terrile                |
| Pistoiese    | Pistoia       | Campo Monteoliveto             | Emerich Hermann                              |
| Pro Vercelli | Vercelli      | Campo piazza Conte di Torino   | Rudolf Soutschek                             |
| Reggiana     | Reggio Emilia | Stadio Mirabello               | Anton Ringer                                 |
| Verona       | Verona        | Stadio Marcantonio Bentegodi   | Alessandro Bascheni                          |

### Tabulka
| Poř. | Tým          | Z  | V  | R | P  | VG | OG  | B  |
| ---- | ------------ | -- | -- | - | -- | -- | --- | -- |
| 1.   | Boloňa       | 30 | 22 | 5 | 3  | 84 | 32  | 49 |
| 2.   | Juventus     | 30 | 16 | 9 | 5  | 76 | 25  | 41 |
| 3.   | Brescia      | 30 | 18 | 5 | 7  | 67 | 35  | 41 |
| 4.   | Janov        | 30 | 17 | 5 | 8  | 71 | 35  | 39 |
| 5.   | Pro Vercelli | 30 | 16 | 6 | 8  | 71 | 40  | 38 |
| 6.   | Ambrosiana   | 30 | 17 | 3 | 10 | 95 | 38  | 37 |
| 7.   | Cremonese    | 30 | 14 | 5 | 11 | 46 | 43  | 33 |
| 8.   | Lazio        | 30 | 13 | 3 | 14 | 47 | 39  | 29 |
| 9.   | Neapol       | 30 | 11 | 7 | 12 | 61 | 64  | 29 |
| 10.  | Biellese     | 30 | 11 | 5 | 14 | 34 | 56  | 27 |
| 11.  | Benátky      | 30 | 10 | 6 | 14 | 53 | 65  | 26 |
| 12.  | Pistoiese    | 30 | 9  | 7 | 14 | 36 | 65  | 25 |
| 13.  | Verona       | 30 | 10 | 5 | 15 | 32 | 73  | 25 |
| 14.  | Fiumana      | 30 | 4  | 8 | 18 | 32 | 73  | 16 |
| 15.  | Reggiana     | 30 | 3  | 7 | 20 | 51 | 103 | 13 |
| 16.  | Fiorentina   | 30 | 5  | 2 | 23 | 26 | 96  | 12 |

Poznámky
- Z = Odehrané zápasy; V = Vítězství; R = Remízy; P = Prohry; VG = Vstřelené góly; OG = Obdržené góly; B = Body
- za výhru 2 body, za remízu 1 bod, za prohru 0 bodů.
- při rovnosti bodů rozhodovalo skóre
- kluby Lazio a Neapol měly odehrát utkání o sestup, díky administrativě oba zůstaly v soutěži.
- kluby Reggiana a Fiorentina díky rozšíření sestoupily do  druhé ligy, nikoli do třetí.
- kluby Juventus, Janov a Ambrosiana (neúspěšně) hrály kvalifikaci o Středoevropský pohár 1929.

|  | Postup do finále                |
|  | Hráli Středoevropský pohár 1929 |
|  | Sestup do 2. ligy               |
|  | Sestup do 3. ligy               |

### Výsledková tabulka
|              | Ambrosiana | Benátky | Biellese | Boloňa | Brescia | Cremonese | Fiorentina | Fiumana | Janov | Juventus | Lazio | Neapol | Pistoiese | Pro Vercelli | Reggiana | Verona |
| ------------ | ---------- | ------- | -------- | ------ | ------- | --------- | ---------- | ------- | ----- | -------- | ----- | ------ | --------- | ------------ | -------- | ------ |
| Ambrosiana   | –          | 10:2    | 7:0      | 1:1    | 5:1     | 0:1       | 3:0        | 8:1     | 0:1   | 4:2      | 3:1   | 8:1    | 9:1       | 3:0          | 5:1      | 9:0    |
| Benátky      | 1:4        | –       | 3:1      | 1:2    | 3:2     | 1:1       | 3:1        | 3:1     | 3:1   | 1:1      | 2:0   | 2:2    | 1:1       | 5:2          | 2:3      | 5:0    |
| Biellese     | 2:1        | 2:1     | –        | 1:1    | 0:2     | 2:1       | 3:1        | 1:0     | 2:1   | 1:3      | 2:0   | 3:2    | 1:0       | 1:2          | 3:0      | 3:0    |
| Boloňa       | 3:1        | 3:0     | 3:0      | –      | 1:0     | 6:0       | 3:0        | 2:0     | 3:1   | 0:0      | 6:2   | 5:1    | 5:0       | 3:0          | 5:1      | 4:1    |
| Brescia      | 0:0        | 3:1     | 1:0      | 10:0   | –       | 0:0       | 5:0        | 3:2     | 5:0   | 1:1      | 4:2   | 2:0    | 3:0       | 0:0          | 5:1      | 2:1    |
| Cremonese    | 0:2        | 2:1     | 3:1      | 0:2    | 2:1     | –         | 6:0        | 4:1     | 3:2   | 0:0      | 4:2   | 5:1    | 1:0       | 0:2          | 3:0      | 1:0    |
| Fiorentina   | 0:3        | 0:2     | 2:0      | 2:3    | 2:3     | 2:1       | –          | 3:0     | 1:2   | 0:4      | 0:4   | 1:1    | 0:1       | 0:1          | 2:0      | 1:1    |
| Fiumana      | 1:2        | 1:1     | 2:1      | 0:2    | 0:2     | 1:1       | 4:2        | –       | 0:0   | 1:3      | 0:2   | 1:1    | 2:2       | 2:2          | 4:0      | 2:1    |
| Janov        | 6:1        | 1:0     | 5:0      | 3:0    | 1:1     | 2:0       | 7:0        | 4:2     | –     | 3:3      | 1:0   | 2:1    | 2:1       | 2:0          | 2:2      | 11:0   |
| Juventus     | 0:0        | 4:0     | 0:0      | 1:1    | 0:1     | 3:0       | 11:0       | 11:0    | 2:0   | –        | 0:1   | 3:1    | 4:0       | 1:3          | 2:0      | 4:0    |
| Lazio        | 1:0        | 1:0     | 2:0      | 0:1    | 0:1     | 3:0       | 5:1        | 2:0     | 0:2   | 1:2      | –     | 0:0    | 4:0       | 1:1          | 4:0      | 3:0    |
| Neapol       | 4:1        | 4:1     | 5:0      | 0:4    | 4:0     | 1:1       | 7:2        | 2:1     | 1:2   | 1:0      | 1:2   | –      | 4:1       | 3:3          | 6:2      | 3:0    |
| Pistoiese    | 1:0        | 3:1     | 1:1      | 0:0    | 2:3     | 2:0       | 2:0        | 1:1     | 1:0   | 0:4      | 2:1   | 0:1    | –         | 2:1          | 8:2      | 1:1    |
| Pro Vercelli | 4:1        | 3:0     | 5:1      | 2:0    | 3:0     | 2:1       | 5:0        | 4:1     | 1:1   | 3:4      | 3:1   | 4:1    | 9:0       | –            | 4:0      | 1:1    |
| Reggiana     | 1:4        | 3:4     | 2:2      | 3:9    | 1:4     | 3:4       | 2:3        | 1:1     | 2:1   | 2:2      | 1:1   | 8:2    | 2:2       | 3:0          | –        | 4:5    |
| Verona       | 1:0        | 2:1     | 0:0      | 1:6    | 3:2     | 0:1       | 4:0        | 2:0     | 0:5   | 0:1      | 2:1   | 0:0    | 2:1       | 2:1          | 3:1      | –      |

### Střelecká listina
| Pořadí | Jméno             | Klub       | Branky |
| ------ | ----------------- | ---------- | ------ |
| 1.     | Giuseppe Meazza   | Ambrosiana | 33     |
| 2.     | Angelo Schiavio   | Boloňa     | 28     |
| 3.     | Attila Sallustro  | Neapol     | 22     |
| 4.     | Antonio Blasevich | Ambrosiana | 20     |
| 5.     | Arnaldo Prosperi  | Brescia    | 19     |

## Finále
| 1. zápas 23. červen 1929 | Boloňa                            | 3 – 1  | Turín         | Stadio del Littoriale, Boloňa   |  |  |
| 18:00                    | Schiavio 41', 58' Della Valle 31' | report | 86' Libonatti | Diváci: 25 000 Rozhodčí: Rovida |  |  |
|                          |                                   |        |               |                                 |  |  |

| 2. zápas 30. červen 1929 | Turín         | 1 – 0  | Boloňa | Stadio Filadelfia, Turín       |  |  |
| 16:00                    | Libonatti 65' | report |        | Diváci: 25 000 Rozhodčí: Lenti |  |  |
|                          |               |        |        |                                |  |  |

| 3. zápas 7. červenec 1929 | Boloňa       | 1 – 0  | Turín | Stadio Nazionale, Řím            |  |  |
| 17:00                     | Muzzioli 82' | report |       | Diváci: 25 000 Rozhodčí: Carraro |  |  |
|                           |              |        |       |                                  |  |  |

## Vítěz
| Divisione Nazionale Vítěz pro rok 1928/29 |
| ----------------------------------------- |
| Bologna FC 1909                           |
|                                           |

## Celková střelecká listina
| Pořadí | Jméno           | Klub       | Branky |
| ------ | --------------- | ---------- | ------ |
| 1.     | Gino Rossetti   | Turín      | 36     |
| 2.     | Giuseppe Meazza | Ambrosiana | 33     |
| 3.     | Angelo Schiavio | Boloňa     | 30     |